# Benoît Simian
 (décembre 2022).
L'article doit être relu — et modifié si nécessaire — par des contributeurs indépendants pour apporter un regard critique aux contributions effectuées en violation des conditions d'utilisation de Wikipédia, tant sur la forme (notamment concernant le style encyclopédique, la proportionnalité) que sur le fond (la neutralité de point de vue, la qualité et l'indépendance des sources).
Pour les articles homonymes, voir Simian.
Benoît Simian, né le 27 mai 1983 à Bordeaux, est un homme politique français.
D'abord membre du Parti socialiste (PS), il est adjoint au maire de Ludon-Médoc de 2008 à 2014, puis maire de la commune de 2014 à 2017. Après avoir rejoint La République en marche (LREM), il est élu député en 2017 dans la 5e circonscription de la Gironde. Il rejoint le Mouvement radical en 2019 avant de quitter le groupe LREM en 2020 pour le groupe Libertés et territoires. Il échoue à être réélu député en 2022.
Condamné en 2022 pour harcèlement envers son ex-compagne, il est également mis en cause pour son comportement avec une assistante parlementaire.

## Biographie

### Famille et carrière professionnelle
Titulaire d'une maîtrise de droit mention science politique, il poursuit un cycle niveau Master 2 gestion de la forêt et développement durable à l'université de droit de Bordeaux. Il devient cadre en ressources humaines à la SNCF (après y avoir été agent de maîtrise), et enseignant à l’IUT de Bordeaux.

### Vie politique locale

#### Ludon-Médoc
Adjoint au maire de Ludon-Médoc depuis 2008, puis maire socialiste de Ludon-Médoc de 2014 à 2017, il apporte son soutien à Emmanuel Macron en janvier 2017, peu avant le premier tour de la primaire organisée par le PS, alors que, comme le note France Bleu, il « avait également des fonctions au sein de la fédération départementale socialiste ».
En août 2018, Philippe Ducamp, son successeur comme maire de Ludon-Médoc, l'accuse d'être à l'origine de la démission en bloc de dix conseillers municipaux ou adjoints, dont Soraya Messaoudi Simian, épouse de Benoît Simian et adjointe, ce qui provoque de nouvelles élections municipales ; Benoît Simian réfute cette accusation. Lors des élections municipales qui se tiennent en octobre 2018, la liste de Philippe Ducamp l'emporte dès le premier tour face à celle des conseillers municipaux démissionnaires mais Benoît Simian, qui lui n’avait pas démissionné, ne s’est pas représenté. Olivier Faure, Premier secrétaire du Parti socialiste, se félicite de la défaite de « la liste soutenue par Simian ».
Il est candidat aux élections départementales de 2021 dans le canton du Sud-Médoc.

#### Bordeaux
En vue des élections municipales de 2020 à Bordeaux, il apporte son soutien au maire sortant, Nicolas Florian (LR), avec qui il indique entretenir « de très bonnes relations », puis figure en 15e position sur sa liste. Sa présence constitue une surprise, LREM ayant investi Thomas Cazenave. Il indique vouloir renforcer les liens entre Bordeaux et sa circonscription, tout en ayant en perspective les élections législatives de 2022 qui pourraient voir un redécoupage des circonscriptions. Il exprime alors son souhait de mettre en place, avec la Région et la SNCF, un RER métropolitain, le contournement routier de Bordeaux ainsi qu'une navette fluviale vers le Médoc et le Blayais. Dans le cadre de l'accord entre Nicolas Florian et Thomas Cazenave qui font liste commune pour le second tour, Benoît Simian cède sa place en se disant « heureux que [son] retrait ait permis l'union »,.

### Député de la5ecirconscription de la Gironde (2017-2022)

#### Élection
Le 18 juin 2017, il est élu député de la 5e circonscription de la Gironde (Médoc), avec 50,46 % des voix, devançant Pascale Got, députée sortante (PS). Il quitte alors ses fonctions de maire de Ludon-Médoc, comme l'y oblige la loi sur le cumul des mandats, mais reste conseiller municipal. Il est également conseiller communautaire de la communauté de communes Médoc Estuaire, et conseiller du Pays Médoc au sein duquel il travaille à la mise en place du parc naturel régional du Médoc,.
Il annonce rejoindre le Mouvement radical en juillet 2019, sans quitter pour autant LREM qui permet la double appartenance.
Il quitte le groupe LREM pour le groupe Libertés et territoires en octobre 2020.
En 2021, après la condamnation de Nicolas Sarkozy pour des faits de « corruption », il déclare : « J’ai toujours respecté la séparation des pouvoirs mais il faut bien avouer que la justice neutralise avec des méthodes douteuses de plus en plus de personnalités politiques… » Il complète son message par « #Sarkozy2022 ».
Candidat à sa réélection lors des élections législatives de 2022 sous l'étiquette « divers centre », il est éliminé au premier tour. Grégoire de Fournas (RN) lui succède,.
En septembre 2022, Renaissance refuse son adhésion.

#### Activité parlementaire
En juin 2019, alors que se développe la honte de prendre l'avion, il est à l'initiative d'une tribune signée par 93 parlementaires, intitulée : « Arrêtez de taper sur l'avion ! ».
Parlementaire en mission en tant que rapporteur du budget sur les Transports, il réalise un diagnostic du transport aérien en Polynésie française, notamment dans le cadre du transfert annoncé de propriété de l'État à la Polynésie des aéroports de Bora-Bora, de Raiatea-Uturoa et de Rangiroa.
En décembre 2018, Benoît Simian dépose un amendement dans le projet de loi de finances pour indemniser les habitants victimes de l'érosion du trait de côte pour le célèbre immeuble du Signal à Soulac-sur-Mer, qui est adopté.
En janvier 2019, Benoît Simian est à l'initiative d'une réflexion sur la fonction du député-maire en zone rurale. Selon ses préconisations, le cumul des mandats de député et maire serait à nouveau possible, uniquement dans les communes de moins de 10 000 habitants, sans cumul des indemnités de mandat.
Il indique que le vote de la réintroduction temporaire des néonicotinoïdes, destinée à soutenir la filière betterave mais combattue par les écologistes, a contribué à son « cheminement » vers un départ du groupe. Il plaide alors pour plus de « proximité » locale et une « écologie de terrain », et indique que « [sa] position au sein du groupe et vis-à-vis de La République en marche sera avant tout constructive ».
Il est recruté à partir de mai 2024 dans l’équipe parlementaire de la députée Pascale Boyer.

## Affaires judiciaires

### Harcèlement de son ex-compagne
En instance de divorce et accusé par son ex-compagne de « harcèlement psychologique », Benoît Simian se voit, le 3 août 2020, interdire par la justice de se rendre au domicile conjugal. Le député aurait par la suite violé l'ordonnance de protection de son épouse,. Benoît Simian a quant à lui également déposé plainte contre son épouse, l'accusant de « violences volontaires ».
À la suite de la demande d'une mise en garde à vue par le parquet de Bordeaux, le bureau de l'Assemblée nationale refuse la levée de l'immunité parlementaire de Benoît Simian, nécessaire pour appliquer la mesure judiciaire,. Malgré l’interdiction de se présenter au domicile conjugal, il continue à tenter d'y pénétrer et il ment sur son identité ainsi que sa profession quand les gendarmes l'en empêchent,. La justice confirme et prolonge en mars 2021 l’interdiction faite à Benoît Simian de voir son épouse et décide de renforcer la protection de celle-ci en raison de la « persistance du comportement violent » du député. À l'issue de l'enquête, il est renvoyé devant le tribunal correctionnel de Bordeaux pour un procès prévu en mars 2022,.
Mediapart indique en décembre 2021 que « plusieurs signalements sur le comportement problématique de l’élu ont été adressés ces dernières années aux autorités, sans que cela n’amène de réactions ». Ainsi, une de ses collaboratrices parlementaires aurait été contrainte de dormir dans la même chambre que lui, à même le sol, et le député aurait tenté de pénétrer dans la salle de bains alors qu’elle prenait sa douche. Selon le site d'investigation, Benoît Simian utiliserait par ailleurs ses fonctions politiques pour « régler des comptes personnels » en tentant d'installer sa permanence dans le domicile conjugal, qu’il n’avait plus le droit d’occuper, et faire reloger son épouse ailleurs, ce qu’elle n’avait pas demandé.
En mai 2022, selon Mediapart, le député a porté plainte contre la préfète de Gironde, au motif qu'elle n'aurait pas accepté de mettre en œuvre le concours de la force publique pour déloger l'ex-femme de Benoît Simian. La préfecture indique qu'il n'y avait aucune base juridique pour une telle expulsion : « Il n’y a pas de jugement d’expulsion, de décision de justice sur laquelle on pourrait s’appuyer pour autoriser le concours de la force publique pour expulser son ex-femme ».
Le 23 juin 2022, Benoît Simian est condamné à huit mois de prison avec sursis. Il doit également verser 5 000 euros à son ex-compagne, et a interdiction de s’approcher d’elle ou du domicile conjugal pendant un an. Toutefois, il échappe à une peine d’inéligibilité,.

### Harcèlement sexuel d’une collaboratrice parlementaire
Benoît Simian est visé par une enquête judiciaire faisant suite au signalement du déontologue de l’Assemblée nationale. Une ancienne collaboratrice parlementaire a saisi en septembre 2021 le déontologue concernant le comportement du député à son égard. Celui-ci l’aurait notamment contrainte à dormir ensemble lors d’un déplacement en octobre 2020. Une enquête est ouverte par le parquet de Bordeaux.

## Controverse

### Manipulation de Wikipédia
Le Figaro révèle en juillet 2023 que la page Wikipédia de Benoît Simian a fait l'objet de caviardages entre 2018 et 2023 afin de manipuler ses déclarations politiques ou d'effacer ses affaires judiciaires. L'élu ne nie pas les interventions et les justifie par sa volonté de rétablir la vérité. Selon l'intéressé il existe encore en 2023 « pas mal de contre-vérités dans le contenu de [sa] page ».